# Кубок мэра Евпатории
Кубок мэра Евпатории — международный товарищеский футбольный турнир, который проводился дважды в 2010 и 2011 годах в зимнее межсезонье в Евпатории. В турнире принимали участие команды из Крыма, Украины и Белоруссии.

## История

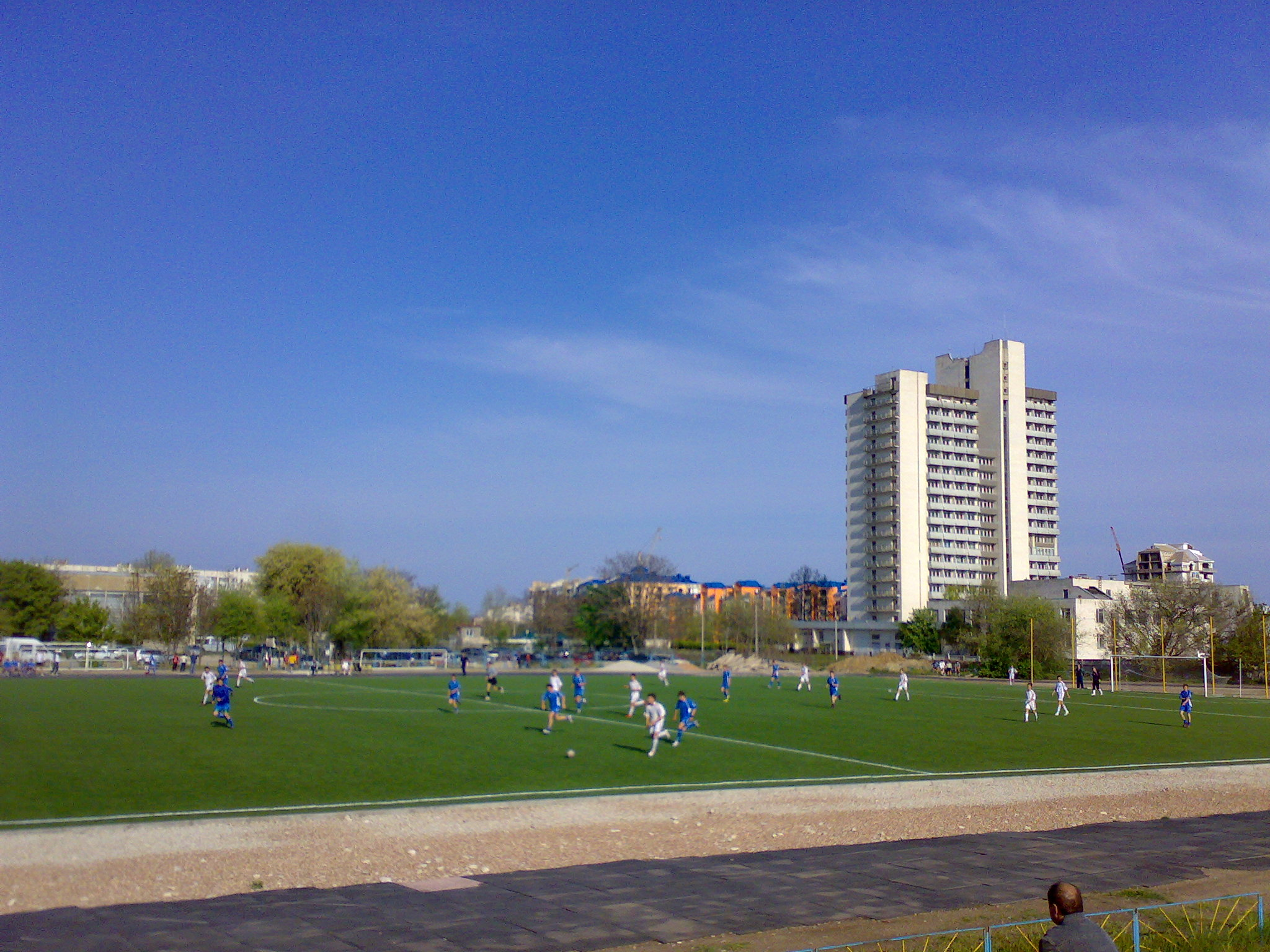
Большая часть игр Кубка мэра Евпатории проходила на стадионе Дворца спорта

Кубок мэра Евпатории впервые был разыгран в феврале-марте 2010 года. Председателем оргкомитета турнира выступил городской голова Евпатории Андрей Даниленко. Турнир проходил как на евпаторийских стадионах «Авангард» и стадионе Дворца спорта, так и в соседнем городе Саки. В Кубке сыграло сразу 8 команд: из Крыма (сборная города Евпатории и «Феникс-Ильичёвец»), Украины (черниговская «Десна», днепродзержинская «Сталь», кременчугский «Кремень», свердловский «Шахтёр», «Николаев»), и Белоруссии («ДСК-Гомель»). Команды были разделены на две группы. В финале сыграли победители каждой из групп, а команды ставшие вторыми в группах встретились в игре за третье место на Кубке Евпатории. Победителем турнира стала «Десна», обыгравшая в решающей игре «Кремень» (2:1), а в матче за третье место сильнейшим оказались «горняки».
Второй и последний розыгрыш состоялся в 2011 году под эгидой Профессиональной футбольной лиги Украины. В нём приняло участие 7 команд, сыгравших в рамках одной группы. Накануне старта турнира об участии в нём заявили крымские команды «Агрокапитал» из села Суворовское и ялтинская «Жемчужина», украинские — «Буковина» (Черновцы), «Арсенал» (Белая Церковь), «Полтава», «Мир» (Горностаевка) и белорусский «ДСК-Гомель». Однако после трёх матчей место «Жемчужины» по взаимной договоренности клубов занял ФК «Львов». Обладателем Кубка мэра Евпатории 2011 года в итоге стала «Буковина», выигравшая 4 из 5 поединков.
Лучшим бомбардиром Кубка мэра Евпатории 2010 года стал Сергей Старенький («Десна»), лучшим вратарём был признан Вадим Старцев («Шахтёр»), а защитником — Евгений Шаповал («Кремень»). В 2011 году лучшим полузащитником турнира стал Владимир Танчик («Львов»).

## Результаты
| Сезон | Уч. | Призёры             | Призёры                 | Призёры             | Призёры   |
| Сезон | Уч. | Победитель          | 2-е место               | 3-е место           | 4-е место |
| ----- | --- | ------------------- | ----------------------- | ------------------- | --------- |
| 2010  | 8   | Десна (Чернигов)    | Кремень (Кременчуг)     | Шахтёр (Свердловск) | Николаев  |
| 2011  | 7   | Буковина (Черновцы) | Арсенал (Белая Церковь) | Полтава             | Львов     |

## Статистика

### 2010

#### Группа «А»
| М | Клуб                    | И | В | Н | П | МЗ | МП | РМ | О |
| - | ----------------------- | - | - | - | - | -- | -- | -- | - |
| 1 | Десна (Чернигов)        | 3 | 2 | 0 | 1 | 7  | 3  | +4 | 6 |
| 2 | Николаев                | 3 | 2 | 0 | 1 | 3  | 3  | 0  | 6 |
| 3 | ДСК-Гомель              | 3 | 1 | 0 | 2 | 2  | 5  | -3 | 3 |
| 4 | Сталь (Днепродзержинск) | 3 | 1 | 0 | 2 | 3  | 4  | -1 | 3 |

Матчи:
- «Десна» — «ДСК-Гомель» — 3:0
- «Десна» — «Николаев» — 2:0
- «Десна» — «Сталь» — 2:3
- «Николаев» — «ДСК-Гомель» — 2:1
- «Николаев» — «Сталь» — 1:0
- «Сталь» — «ДСК-Гомель» — 0:1

#### Группа «Б»
| М | Клуб                        | И | В | Н | П | МЗ | МП | РМ  | О |
| - | --------------------------- | - | - | - | - | -- | -- | --- | - |
| 1 | Кремень (Кременчуг)         | 3 | 2 | 1 | 0 | 5  | 2  | +3  | 7 |
| 2 | Шахтёр (Свердловск)         | 3 | 1 | 2 | 0 | 9  | 2  | +7  | 5 |
| 3 | Феникс-Ильичёвец (Калинино) | 3 | 1 | 1 | 1 | 10 | 2  | +8  | 4 |
| 4 | Евпатория                   | 3 | 0 | 0 | 3 | 3  | 21 | -19 | 0 |

1 тур
- «Кремень» — «Шахтёр» — 0:0,
- «Феникс-Ильичёвец» — ФК «Евпатория» — 9:0.

2 тур
- «Феникс-Ильичёвец» — «Шахтёр» — 0:0,
- «Кремень» — «Евпатория» — 3:1.

3 тур
- «Шахтер» — «Евпатория» — 9:2,
- «Кремень» — «Феникс-Ильичёвец» — 2:1.

#### Плей-офф
Матч за третье место
- «Николаев» — «Шахтёр» — 0:0 (пен. 4:5)

Финал
- «Десна» — «Кремень» — 2:1

### 2011
| М | Клуб                      | И | В | Н | П | МЗ | МП | РМ  | О  |
| - | ------------------------- | - | - | - | - | -- | -- | --- | -- |
| 1 | Буковина (Черновцы)       | 5 | 4 | 0 | 1 | 10 | 5  | +5  | 12 |
| 2 | Арсенал (Белая Церковь)   | 5 | 3 | 1 | 1 | 15 | 4  | +11 | 10 |
| 3 | Полтава                   | 5 | 3 | 1 | 1 | 11 | 5  | +6  | 10 |
| 4 | Львов                     | 5 | 1 | 2 | 2 | 7  | 7  | 0   | 5  |
| 5 | Мир (Горностаевка)        | 5 | 0 | 3 | 2 | 2  | 8  | -6  | 3  |
| 6 | Агрокапитал (Суворовское) | 5 | 0 | 1 | 4 | 1  | 18 | -17 | 1  |
| 7 | ДСК-Гомель                | 0 | 0 | 0 | 0 | 0  | 0  | 0   | 0  |

1. ↑  ФК «Львов» заменил ФК «Жемчужина» (Ялта) после трёх игр

Календарь игр:
1 марта
- 12:00. Дворец спорта, Евпатория. «Буковина» — «Агрокапитал» — 1:0
- 14:30. Дворец спорта. «Жемчужина» — «Мир» — 1:1

2 марта
- 12:00. Дворец спорта. «Жемчужина» — «Агрокапитал» — 3:0

3 марта
- 12:00. Дворец спорта. «Буковина» — «Полтава» — 1:2
- 14:00. Дворец спорта. «Мир» — «Арсенал» — 0:3

4 марта
- 14:00. Дворец спорта. «Жемчужина» — «Полтава» — 1:2
- 14:00. Куйбышево. «Арсенал» — «Буковина» — 1:2

6 марта
- 14:00. Дворец спорта. «Львов» — «Буковина» — 2:4

7 марта
- 12:00. Куйбышево. «Арсенал» — «Полтава» — 2:1
- 14:00. Дворец спорта. «Мир» — «Агрокапитал» — 0:0

8 марта
- 14:00. Дворец спорта. «Агрокапитал» — «Полтава» — 0:5
- 14:00. Куйбышево. «Арсенал» — «Львов» — 0:0

9 марта
- 12:00. Фрунзе. «Гомель» — «Полтава» — не состоялся
- 14:00. Дворец спорта. «Буковина» — «Мир» — 3:0

10 марта
- 14:00. Дворец спорта. «Арсенал» — «Агрокапитал» — 9:1
- 14:00. Фрунзе. «Гомель» — «Буковина» — не состоялся

11 марта
- 14:00. Калинино. «Львов» — «Гомель» — не состоялся

12 марта
- 12:00. Дворец спорта. «Полтава» — «Мир» — 1:1
- 14:00. Дворец спорта. «Арсенал» — «Гомель» — не состоялся